# 哈珀亞當斯大學

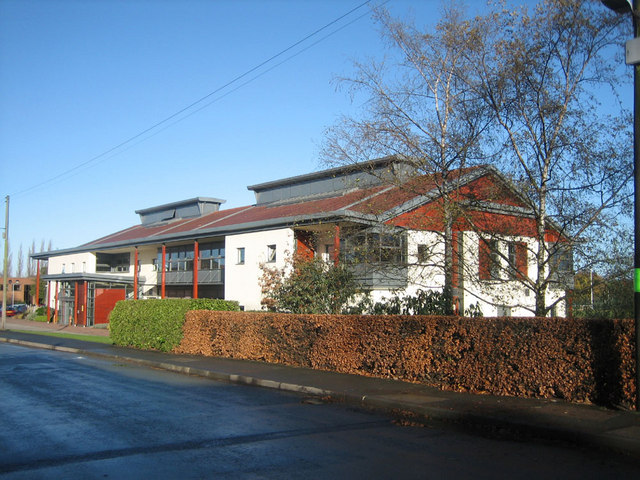
大學班福德圖書館（Bamford Library）在2003年9月開放

哈珀亞當斯大學（Harper Adams University ）是一所位於英國什羅普郡紐波特附近村莊Edgmond的一所大學。該大學成立於1901年，名稱是爲了紀念1892年逝世的一位叫做托馬斯·哈珀（Thomas Harper）的什羅普郡鄉紳。 該大學主要從事農業相關研究。
2012年獲大學資格，是什羅普郡成立的第一所大學。

## 外部連結
- Harper Adams University homepage（页面存档备份，存于）
- Harper Adams University Students' Union homepage（页面存档备份，存于）

52°46′47″N 2°25′39″W / 52.779651°N 2.427517°W